# Lucid Gravity
Lucid Gravity — полноразмерный кроссовер производства Lucid. Производство ожидается в 2024 году, а продажи — в 2025 году. 

## Описание
Lucid Gravity впервые был представлен осенью 2020 года. После Lucid Air, это вторая модель бренда Lucid.
Концепт-кар автомобиля называется Project Gravity. Фары похожи на Lucid Air, однако от базовой модели Gravity отличается коротким капотом и большим ветровым стеклом. По бокам расположены горизонтальные линии, широкие окна и стеклянные панели.

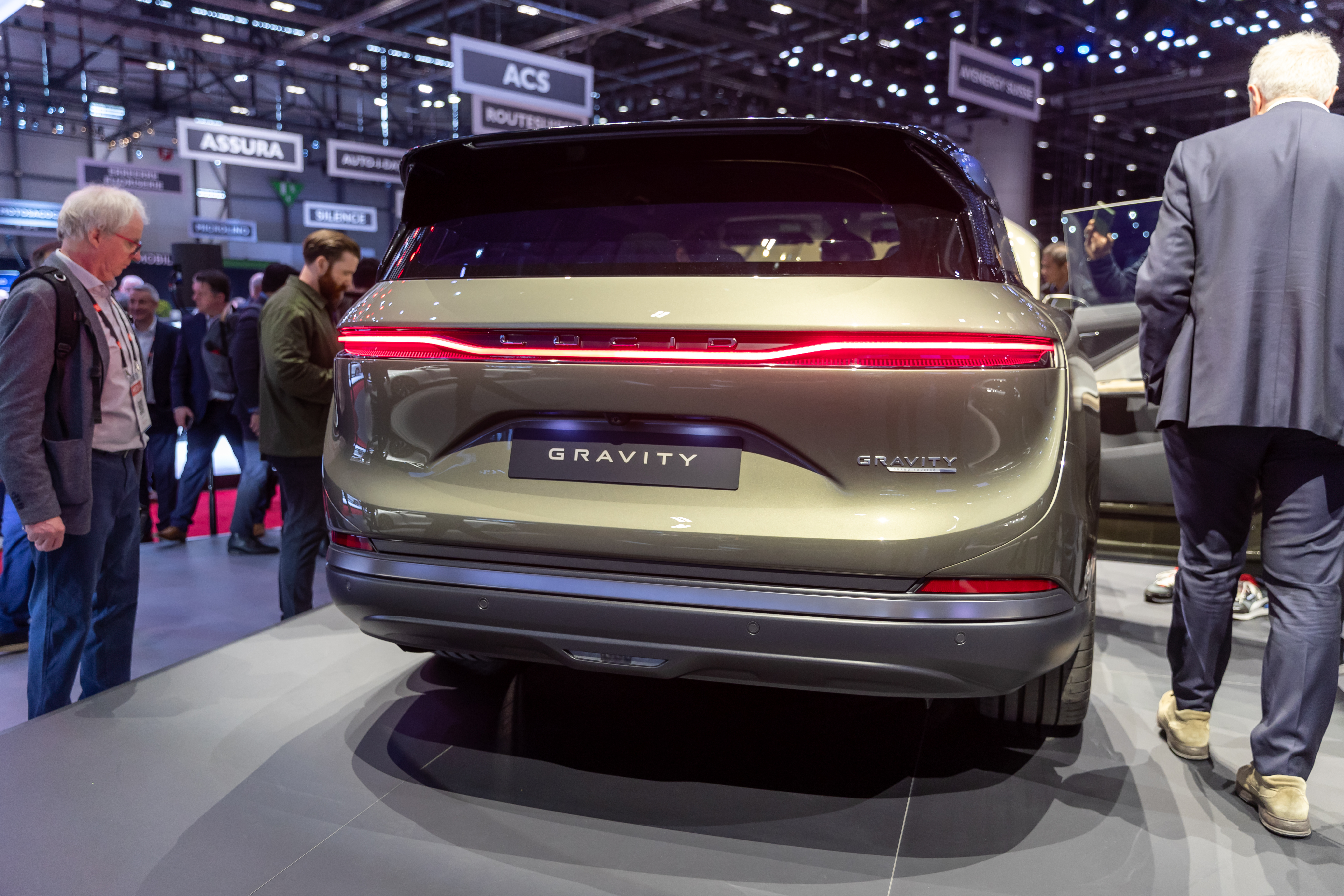

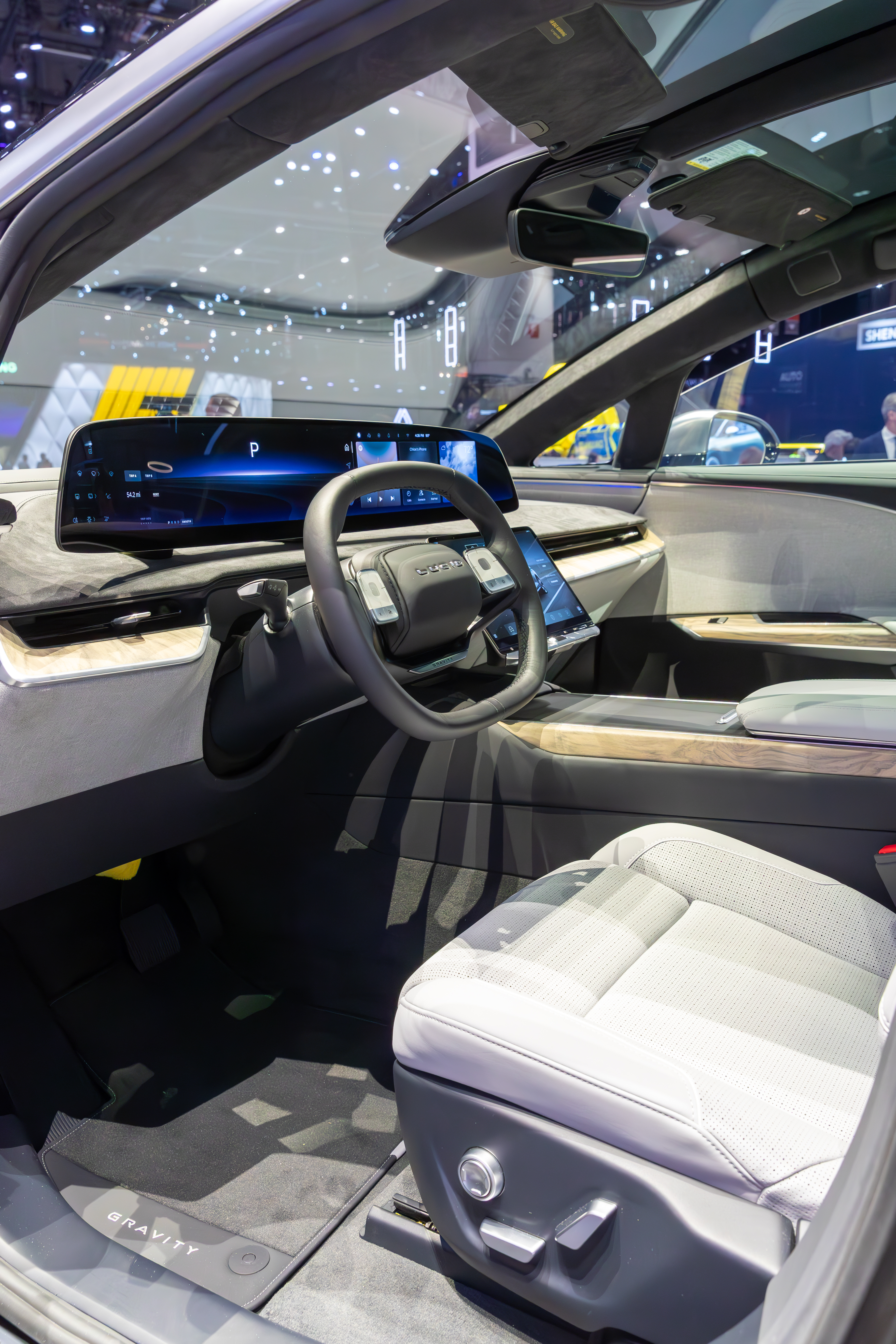

16 ноября 2023 года было объявлено, что производство Lucid Gravity начнётся в конце 2024 года, а продажи — не раньше 2025 года. Ожидается, что запас хода составит 440 миль, а до 100 км/ч автомобиль будет разгоняться за 3,5 секунд. Стартовая цена 80000 долларов.